# استراوپه
استراوپه (به لاتین: Straupe) یک روستا در لتونی است که در شهرداری پارگاویا واقع شده‌است. استراوپه ۴۷۵ نفر جمعیت دارد.